# Catherine Proulx-Lemay
Pour les articles homonymes, voir Proulx et Lemay.
Catherine Proulx-Lemay est une actrice québécoise née le 22 décembre 1975.
Elle est spécialisée dans le doublage. Elle est entre autres la voix québécoise de Olivia Wilde, Zoe Saldana, Kristen Bell, Sienna Miller, Megan Fox,  Gemma Arterton, ainsi qu'une des voix de Jennifer Robertson, Romola Garai, Selma Blair, Noomi Rapace, Amy Smart, Hayley Atwell, Diane Kruger, Zooey Deschanel et Blake Lively.

## Biographie
Née à Montréal le 22 décembre 1975, Catherine Proulx-Lemay termine ses études au Conservatoire d'art dramatique de Montréal en 1998.

### Télévision
C'est surtout à la télévision qu'elle se fait connaitre, se faisant d'abord remarquer dans les séries dramatiques Quadra (2000) et Tabou (2002). En 2002, elle obtient un des rôles principaux de la série Une grenade avec ça?. Cette comédie de situation destinée aux adolescents connait une grande popularité et sa diffusion se poursuit jusqu’à la fin de 2011. La série se déroule dans la succursale montréalaise d'une chaîne de restauration rapide et Proulx-Lemay y joue une employée aussi ambitieuse que manipulatrice. Ce rôle lui permet de recevoir un prix Gémeau à trois reprises (en 2003, 2006 et 2009).
Dans un registre très différent, en 2009, elle tient un rôle important dans la télé-série Aveux. Drame psychologique écrit par le dramaturge Serge Boucher et réalisé par Claude Desrosiers, la série est diffusée à l'automne 2009 et obtient un réel succès critique et populaire. Catherine Proulx-Lemay verra son interprétation soulignée par une nomination aux Gémeaux en 2010.
À partir de 2012, elle est une des vedettes de la télé-série Unité 9, un drame carcéral dont le succès est considérable. Elle y interprète une détenue mère de deux enfants en bas âge. Son personnage quitte la série à l'automne 2015. On retrouve Proulx-Lemay sur un mode plus léger à l'automne 2016 avec la comédie Mes petits malheurs. Dans cette série, se déroulant au milieu des années 1980, elle incarne la maman compréhensive d'un adolescent turbulent. En 2017, elle joue la mère par adoption d'Olivier dans la série Olivier.
Proulx-Lemay rejoint la distribution de la quotidienne District 31 à l'automne 2019.

### Théâtre
Sur scène, Catherine Proulx-Lemay a participé notamment à la création québécoise L’Envie en 2004. Premier texte de la dramaturge Catherine-Anne Toupin, la production est favorablement accueillie par la critique et reprise en 2007 par la même équipe.
À partir du milieu des années 2010, Catherine Proulx-Lemay se fait plus présente au théâtre. Ainsi, à l'automne 2014, au sein d'une distribution regroupant 30 comédiens, elle participe à une ambitieuse production du théâtre de l'Opsis mise en scène par Luce Pelletier : Le Vertige, une évocation des Grandes Purges staliniennes, inspirée de l'œuvre autobiographique d'Evguénia Guinzbourg. L'année suivante, toujours sous la direction de Luce Pelletier, elle joue dans la pièce Bientôt viendra le temps, une comédie surréaliste écrite par la dramaturge danoise Line Knutzon. Enfin, pendant l'été 2016, elle incarne Lady Capulet dans une production de Roméo et Juliette mise-en-scène par Serge Denoncourt.

### Cinéma
Relativement peu présente au cinéma, Proulx-Lemay tient un rôle notable dans la comédie de mœurs Horloge biologique réalisé par Ricardo Trogi en 2005 et un rôle de moindre importance dans Dans une galaxie près de chez vous, adaptation pour le cinéma d'une série à succès.

### Vie privée
Elle a deux fils : l'un est prénommé Milan et l'autre Ludovic. Son ex-conjoint est le comédien David Savard, qui a joué entre autres dans Rumeurs et Annie et ses hommes.
La comédienne Danielle Proulx est la tante de Catherine, ce qui fait de Émile Proulx-Cloutier, fils de Danielle et Raymond Cloutier, son cousin.

## Filmographie

### Cinéma
- 2004 : Dans une galaxie près de chez vous de Claude Desrosiers : Seconde de Presswood
- 2005 : Horloge biologique de Ricardo Trogi : Isabelle
- 2008 : C'est pas moi, je le jure! de Philippe Falardeau : l'amie de Madeleine
- 2025 : Pédalo de Stéphane E. Roy : Claudia

### Télévision
- 1997-2000 : Diva : Claude Lemay
- 2000 : Quadra : Antonia
- 2000 : Willie : Monique
- 2002-2011 : Une grenade avec ça? : Anaïs Boutin
- 2002 : Tabou : Roxane Vandelac
- 2003 : Les Aventures tumultueuses de Jack Carter : Jasmine Benoit
- 2005-2006 : Vice caché : serveuse
- 2007 : La Galère : Manon
- 2009 : Aveux : Brigitte
- 2009 : Monstres contre Aliens : Susan Murphy / Génormica (voix)
- 2010 : Toute la vérité : Violaine
- 2011 : 30 vies : sergente Vanessa Brault
- 2011-2012 : L'Auberge du chien noir : Claire
- 2012-2015 : Unité 9 : Michèle Paquette
- 2014 : Les Beaux Malaises : Véronique
- 2016-2018 : Jérémie : Brigitte
- 2016 : Web Thérapie : Claire Dutoit
- 2016 : Mes petits malheurs : Nicole Dubé[2]
- 2017 : Olivier : Mariette Dubreuil
- 2018 : Clash : Marie-Josée
- 2019 : District 31 : Florence Guindon
- 2023 : Premier trio : Julie
- 2025 : Les Armes : Héloïse Drouin

## Théâtre
- 1998–1999 : Chacun sa vérité de Luigi Pirandello : Amélie
- 2004 : L'Envie de Catherine-Anne Toupin : Annie
- 2007 au Théâtre Denise-Pelletier : La Cagnotte : Blanche
- 2016 : La Galère sur scène : Stéphanie[3]

## Doublage

### Cinéma

#### Films d'animation
- 2006 : Mon frère l'ours 2 : Nita
- 2006 : Les Vengeurs Ultimate : Janet Van Dyne-Pym / La Guêpe
- 2006 : Les Vengeurs Ultimate 2 : Janet Van Dyne-Pym / La Guêpe
- 2009 : Monstres contre Extraterrestres : Susan Murphy / Génormica
- 2009 : Opération G-Force : Juarez
- 2009 : Scooby-Doo : L'Origine du mystère : Daphné Blake
- 2011 : Le Chat potté : Kitty Pattes de velours
- 2011 : La Nuit des carottes vivantes : Susan Murphy
- 2013 : Fuyons la planète Terre : Kira Supernova
- 2014 : Le Film Lego : Rebelle/Lucy
- 2014 : La Légende de Manolo : Maria
- 2015 : Sens dessus dessous : la maman de Riley
- 2017 : Les Bagnoles 3 : Natalie Certain
- 2018 : Dr. Seuss : Le Grincheux : Donna-Lou Qui
- 2018 : Ralph brise l'Internet : la présentatrice TV
- 2018 : Teen Titans Go! Le film : Jade Wilson
- 2019 : Espions incognito : Marcy Kappel
- 2019 : Le Film Lego 2 : Rebelle/Lucy
- 2020 : Âme : médecin / présentatrice du match de basket
- 2021 : Les Mitchell contre les machines : Linda Mitchell
- 2021 : Raya et le Dernier Dragon : Virana

### Télévision

#### Téléfilms
- 2006 : Plaisirs meurtriers : Linda (Judith Baribeau)
- 2007 : L'Enlèvement : Melanie Stone (Sarah Wynter)
- 2011 : The Redemption : Jenny Porter (Amy Smart)
- 2013 : La vie de Jack Layton : Alison (Erin Karpluk)
- 2022 : Vous pouvez embrasser la demoiselle d'honneur : Scarlett Bailey (Tori Anderson)

#### Série de téléfilms
- Brooke Burns dans :
  - 2015-2020 : Enquêtes gourmandes (The Gourmet Detective) : Maggie Price[4]
    - 2015 : Enquêtes gourmandes : Meurtre au menu (The Gourmet Detective) de Scott Smith
    - 2015 : Enquêtes gourmandes : Meurtre quatre étoiles (The Gourmet Detective: A Healthy Place to Die) de Scott Smith
    - 2016 : Enquêtes gourmandes : Meurtre al dente (The Gourmet Detective: Death Al Dente) de Terry Ingram
    - 2017 : Enquêtes gourmandes : Festin mortel (Eat, Drink & Be Buried: A Gourmet Detective Mystery) de Mark Jean
    - 2020 : Enquêtes gourmandes : Le secret du chef (Gourmet Detective: Roux the Day) de Mark Jean

#### Séries télévisées
- 2003-2008 : Les Sœurs McLeod : Tess Silverman McLeod (Bridie Carter)
- 2004-2008 : Ma vie de star : Sadie Harrison (Laura Vandervoort)
- 2006-2008 : Les Chronoreporters : Jen (Heidi Leigh)
- 2009 : Phantom, le masque de l'ombre : Renny Davidson (Cameron Goodman)
- 2011-2013 : Les Borgia : Giulia Farnese (Lotte Verbeek)
- 2012-2013 : Des femmes et des bombes : Gladys Witham Jodi Balfour)
- 2013 : Un monde sans fin : Sœur Elizabeth (Caroline Boulton)
- 2013 : Hemlock Grove : Dr Clémentine Chasseur (Kandyse McClure)
- 2013-2014 : L'orange lui va si bien] : Janae Watson (Vicky Jeudy)
- 2014-2017 : Vikings : Kwenthrith de Mercie (Amy Bailey (en))
- 2015-2020 : Bienvenue à Schitt's Creek : Jocelyn Schitt (Jennifer Robertson)
- 2016 : Animal Kingdom : Alexa Anderson (Ellen Wroe)
- 2017-2019 : Frontières : Grace Emberly (Zoe Boyle)
- depuis 2018 : Les Foster : Lena Adams Foster (Sherri Saum)
- depuis 2019 : Le Fardeau de la preuve : Diane Evans (Nicola Correia-Damude)
- 2022 : Andor : Mon Mothma (Genevieve O'Reilly)

#### Séries télévisées d'animation
- 2007-2008 : Bakugan Battle Brawlers : Wavern
- depuis 2011 : Les Frères Kratt : Aviva
- 2017 : Toon Marty : Suki
- depuis 2019 : Tuca & Bertie : la poitrine de Bertie

 Source et légende : version québécoise (VQ) sur Doublage.qc.ca

## Récompenses
Catherine Proulx-Lemay a remporté le Gémeaux du meilleur rôle de soutien pour son rôle d'Anaïs dans la série jeunesse Une grenade avec ça?. Le 9 décembre, la comédienne remporte le Gémeaux de la Meilleure interprétation pour un premier rôle dans une série jeunesse.

## Nominations
- 2009 : Gala Gémeaux : Meilleur premier rôle de jeunesse : Une grenade avec ça
- 2010 : Gala Gémeaux : Meilleur premier rôle de jeunesse : Une grenade avec ça